# Ancerville (Meuse)
Ancerville település Franciaországban, Meuse megyében. Lakosainak száma 2583 fő (2022. január 1.). Ancerville Bettancourt-la-Ferrée, Chamouilley, Chancenay, Roches-sur-Marne, Saint-Dizier, Cousances-les-Forges, Rupt-aux-Nonains és Sommelonne községekkel határos.

## Népesség
A település népességének változása:
| Lakosok száma | 2560 | 2833 | 2869 | 2819 | 2734 | 2770 | 2752 | 2662 | 2617 | 2583 |
|               | 1968 | 1982 | 1990 | 2006 | 2013 | 2015 | 2017 | 2019 | 2020 | 2022 |